# Barbara Bader

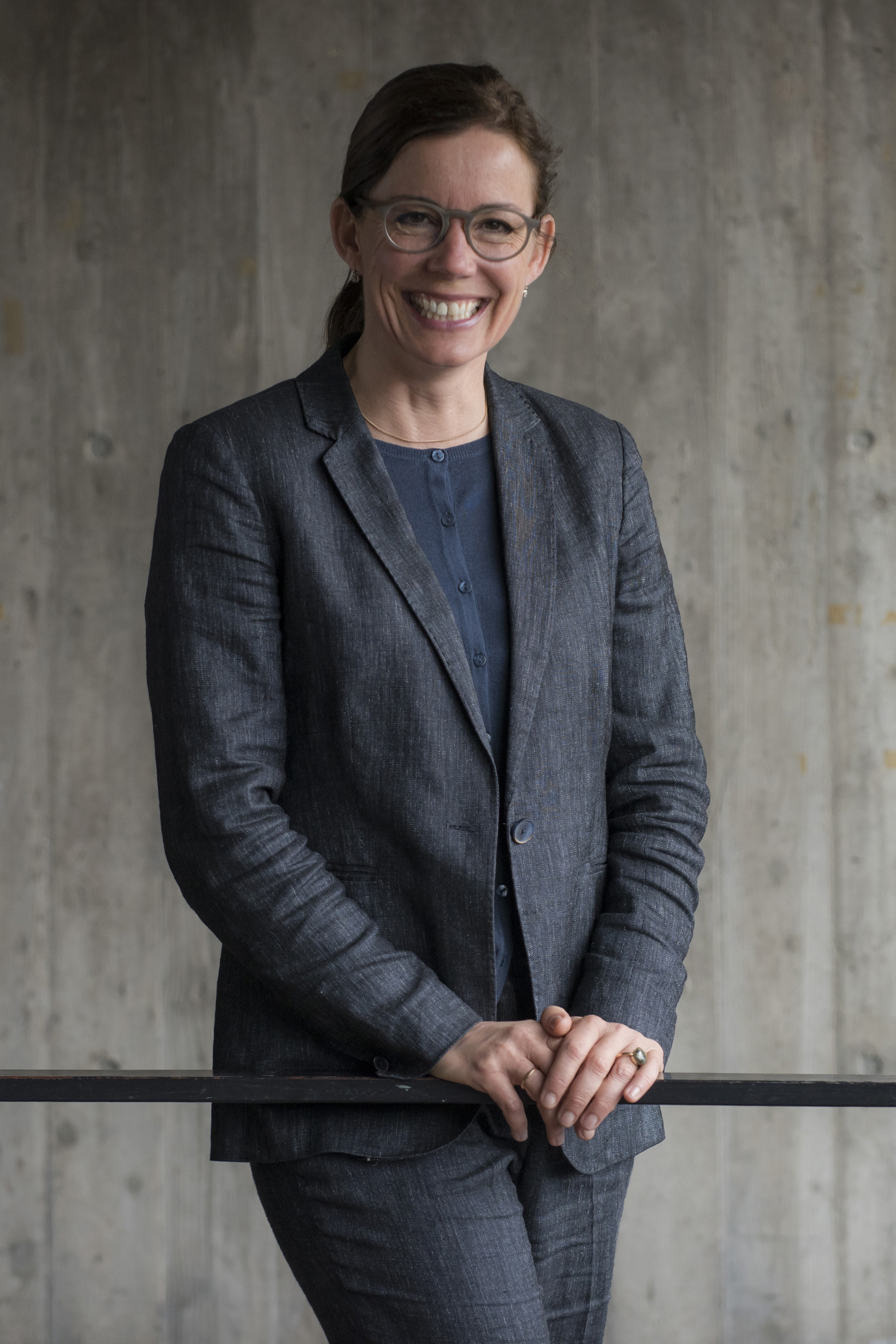
Barbara Bader (2017)

Barbara Bader (* 1972 in Bern) ist eine Schweizer Kunstwissenschaftlerin und Kunstdidaktikerin. Ab 2013 lehrte sie als Professorin für Kunstdidaktik und Bildungswissenschaften an der Staatlichen Akademie der Bildenden Künste Stuttgart; am 4. April 2017 wurde sie zur Rektorin  ernannt. Seit Dezember 2022 ist sie Rektorin der Hochschule Luzern.

## Biografie
1972 in Bern in der Schweiz geboren, erlangte Bader zunächst eine Ausbildung zur Primarlehrerin, absolvierte das Lehramtsstudium für Bildnerisches Gestalten und studierte anschließend die Fächer Illustration und Buchgestaltung an der Kunstgewerbeschule in Prag. Nach ihrem Masterstudium der Kunstgeschichte an der Universität Oxford promovierte sie ebendort über das kunstwissenschaftliche Thema „Modernism and the Order of Things: A Museography of Books by Artists“.
Bader hatte eine mehrjährige Unterrichtstätigkeit im In- und Ausland sowie Lehr- und Forschungsengagements an Kunsthochschulen, Universitäten und Pädagogischen Hochschulen. An der Zürcher Hochschule der Künste (ZHdK) etablierte sie das Institute Art Education und war von 2006 bis 2013 an der Hochschule der Künste Bern (HKB) als Professorin tätig. Dort zeichnete sie für die Ausbildung von Kunstlehrerinnen und Kunstlehrern an Gymnasien sowie das Forschungsfeld Vermittlung verantwortlich. 
Ab 2013 lehrte Bader als Professorin für Kunstdidaktik und Bildungswissenschaften in den Studiengängen Kunst, Künstlerisches Lehramt sowie Kunstwissenschaften-Restaurierung an der Staatlichen Akademie der Bildenden Künste Stuttgart. An der Akademie hat Barbara Bader den neu geschaffenen Lehrstuhl für Fachdidaktik Kunst und Bildungswissenschaften in Lehre und Forschung aufgebaut, profiliert und in der Akademie und am Hochschulstandort Stuttgart verankert. In der Hochschulselbstverwaltung engagierte sich Bader bis zu ihrem Amtsantritt als Rektorin am 4. April 2017 als Mitglied des Hochschulrats und der Studienkommission Kunst/Künstlerisches Lehramt sowie als Vorsitzende des Promotionsausschusses. Seit Dezember 2022 ist sie Rektorin der Hochschule Luzern, deren breites Themenspektrum von Technik & Architektur über Wirtschaft, Informatik und Soziale Arbeit bis hin zu Design & Kunst und Musik reicht.

## Ehrenämter
- Vorstandsmitglied HEM, Higher Education Management